# Llama fría
La llama fría es una llama cuya temperatura máxima está por debajo de los 400 °C. Se suele producir en una reacción química de ciertas mezclas aire/combustible. De forma contraria a la llama convencional, la reacción no es tan exotérmica y libera pequeñas cantidades de calor, luz y dióxido de carbono. Las llamas frías son difíciles de observar y no son comunes en las actividades diarias, pero son responsables de ruidos en motores de combustión interna producidos por combustiones incompletas o erráticas de combustibles de bajo octanaje.

## Historia
Las llamas frías fueron descubiertas de manera accidental en 1810 por Sir Humphry Davy, quien se percató de que ciertos tipos de llamas no quemaban al contacto con sus dedos ni provocaban la ignición de una cerilla. También descubrió que estas inusuales llamas podrían convertirse en llamas convencionales, y que con ciertas composiciones y temperaturas, no requerían fuentes de ignición externa, como chispas o superficies calientes para comenzar a arder. Harry Julius Emeléus fue el primero en registrar las emisiones de su espectro, y en 1929 acuñó el término "llama fría".

## Parámetros
| Compound              | TLF (°C) | TAI (°C) |
| --------------------- | -------- | -------- |
| Metiletilcetona       | 265      | 515      |
| Metil isobutil cetona | 245      | 460      |
| Isopropil alcohol     | 360      | 400      |
| n-Butil acetato       | 225      | 420      |

Las llamas frías pueden darse en hidrocarburos, alcoholes, aceites, ácidos, ceras e incluso metano. No está claramente definido el concepto de llama fría en función de su temperatura más baja y se considera de forma convencional que es la menor temperatura a la que la llama puede ser detectada por el ojo en una habitación oscura ( las llamas frías son difícilmente visibles de día ). Esta temperatura no depende tanto de la proporción combustible/oxígeno como de la presión del gas, existiendo un umbral por debajo del cual no se forma la llama. Un ejemplo es 50 % n-butano–50 % oxígeno ( en volumen ) que tiene una temperatura de llama fría (TLF) alrededor de los 300 °C a 165 mmHg. Una de las TLF más bajas, 80 °C, se ha detectado en la mezcla C2H5OC2H5 + O2 + N2 a 300 mmHg. The CFT is significantly lower than the auto-ignition temperature (AIT) of conventional flame (see table).
El espectro de las llamas frías consiste en múltiples bandas y están dominadas por el azul y el violeta - de forma que las llamas normalmente aparecen como azul pálido. El componente azul se origina del estado de excitación del formaldehído (CH2O*) que se forma en la reacción química en la llama:
CH3O• + •OH → CH2O* + H2O
CH3O• + CHnO• → CH2O* + CHnOH
Las llamas frías no comienzan de forma instantánea después de alcanzar el umbral de presión y temperatura, pero tienen un tiempo de inducción. Con una mayor presión, el tiempo de inducción decrece y se incrementa la intensidad del brillo. Con el incremento de temperatura, la intensidad decae a causa de la desaparición de los radicales de peróxido necesarios para las reacciones que generan brillo.

## Mecanismo
Mientras que en una llama normal las moléculas se rompen en pequeños fragmentos y se combinan con el oxígeno para producir dióxido de carbono, en una llama fría, los fragmentos son relativamente grandes y se recombinan fácilmente unos con otros. Por lo tanto, se libera mucho menos calor, luz y dióxido de carbono; el proceso de combustión es oscilatorio y puede mantenerse prolongadamente. Un incremento típico de la temperatura tras la ignición es de unas pocas decenas de °C mientras que en una llama normal está en orden a los 1000 °C. La mayoría de los datos experimentales pueden ser explicados por el modelo que considera la llama fría como una reacción química lenta en la que el ratio de generación de calor es superior al de la pérdida del mismo. Este modelo también explica el carácter oscilatorio de la llama fría: la reacción se acelera a medida que se genera más calor hasta el punto en el que la pérdida de calor se hace apreciable e interrumpe temporalmente el proceso.

## Aplicaciones
Las llamas frías son responsables de los "golpeteos" en motores. En un régimen normal, el frente de llama convencional viaja suavemente por la cámara de combustión desde la bujía a través de la mezcla aire/combustible. Sin embargo, el incremento de presión y temperatura puede producir llamas frías e iniciar un frente secundario en la cámara antes de la llegada del primario. Esto produce turbulencias en el combustible y un golpeo audible. La salida de potencia disminuye y a menos que se desacelere rápidamente, el motor puede sufrir daños en pocos minutos. La sensibilidad de un combustible a la llama fría depende fundamentalmente de su temperatura, presión y composición. Como la temperatura y la presión de la combustión están perfectamente determinadas en el motor, la composición del combustible debe ser controlada con aditivos específicos. Estos están principalmente destinados a la eliminación de radicales ( como CH2O* mencionado anteriormente ) de forma que eliminan la mayor fuente de llamas frías.

## Lecturas recomendadas
- Peter Gray, Stephen K. Scott (1994). Chemical oscillations and instabilities: non-linear chemical kinetics. Oxford University Press. pp. 429 ff. ISBN 0198558643. - Una explicación de la naturaleza oscilatoria de la llama fría